# San Mateo Otzacatipan
San Mateo Otzacatipan är en ort i Mexiko.   Den ligger i delstaten Mexiko, i den sydöstra delen av landet, 50 km väster om huvudstaden Mexico City. San Mateo Otzacatipan ligger 2 603 meter över havet och antalet invånare är 18 823.
Terrängen runt San Mateo Otzacatipan är huvudsakligen platt, men västerut är den kuperad. Runt San Mateo Otzacatipan är det mycket tätbefolkat, med 2 103 invånare per kvadratkilometer. Närmaste större samhälle är Toluca, 7,2 km sydväst om San Mateo Otzacatipan. Trakten runt San Mateo Otzacatipan består till största delen av jordbruksmark.